# Anomala leprodes
Anomala leprodes är en skalbaggsart som beskrevs av Ohaus 1916. Anomala leprodes ingår i släktet Anomala och familjen Rutelidae. Inga underarter finns listade i Catalogue of Life.